# Platoberus
Platoberus é um género de coleópteros da família Erotylidae.